# Hanno Berger
Hanno Berger (* 13. November 1950 in Frankfurt am Main) ist ein deutscher Wirtschaftskrimineller, ehemaliger Anwalt für Steuer- und Finanzprodukte und ehemaliger hochrangiger Finanzbeamter. Er gilt als ein führender Initiator von Dividendenstripping-Geschäften (sogenannte „Cum-Ex“-Transaktionen). Im Dezember 2022 wurde er deswegen vom Landgericht Bonn wegen Steuerhinterziehung in drei besonders schweren Fällen zu einer Freiheitsstrafe von acht Jahren verurteilt, die dagegen eingelegte Revision wies der Bundesgerichtshof im September 2023 zurück. Im Mai 2023 wurde er in einem weiteren Verfahren vom Landgericht Wiesbaden ebenfalls wegen Steuerhinterziehung in drei besonders schweren Fällen zu einer Freiheitsstrafe von acht Jahren und drei Monaten verurteilt. Auch dieses Urteil ist seit Oktober 2024 rechtskräftig, sodass aus beiden Verurteilungen eine neue Gesamtstrafe gebildet werden wird.

## Beruflicher Werdegang
Berger war zunächst Hochschulassistent des deutschen Rechtswissenschaftlers Manfred Wolf; er wurde 1980 promoviert.  Er begann seine Karriere bei der hessischen Finanzverwaltung, wo er 12 Jahre für die steuerliche Bankenprüfung beim Finanzamt Frankfurt am Main-Börse tätig war. Er war am Ende seiner Beamtentätigkeit Regierungsdirektor und in dieser Funktion ranghöchster Steuer-Bankprüfer in Hessen.
Berger verließ 1996 den Staatsdienst und wurde als Partner der Rechtsanwaltskanzlei Pünder, Volhard, Weber & Axster (heute: Clifford Chance) tätig. 1999 wechselte er zur US-Kanzlei Shearman & Sterling. Dort hielt er sein Versprechen, den Steuersatz der Gehälter durch Steuervermeidung von 50 auf 5 % zu senken. Die Gehälter der Partner wurden als garantierte Zahlungen der US-Kanzlei ausgewiesen, womit sie unter den US-Steuersatz fielen (dieses Steuerschlupfloch wurde später vom deutschen Staat geschlossen).
2004 wechselte er ins Frankfurter Büro der mittlerweile insolventen US-Kanzlei Dewey Ballantine (später Dewey & LeBoeuf). Dort wurde er Managing Partner und begleitete den Ausbau des Frankfurter Büros von drei auf rund 60 Anwälte. 2010 verließ Berger Dewey & LeBoeuf und gründete zusammen mit Kai-Uwe Steck die Kanzlei Berger Steck & Kollegen.
Seine Kanzlei löste sich 2013 nach Ermittlungen gegen Berger und Steck wegen der Beratung zu Cum-Ex-Geschäften auf.

## Verwicklung in den Cum-Ex-Skandal
Berger gilt als der führende Berater und Initiator von Dividendenstripping-Transaktionen, die laut einem Bericht der Wochenzeitung Die Zeit einen Steuerschaden von über 55 Milliarden Euro verursacht haben. Nach Angaben der Süddeutschen Zeitung versorgte Peter Gauweiler (CSU) Berger mit Informationen zu Gesetzesvorhaben der Bundesregierung. Nach Recherchen des WDR bestanden auch langjährige Kontakte mit FDP-Abgeordneten, insbesondere zu Hermann Otto Solms, bei denen es um Vorschläge für Kleine Anfragen und Sachverständige für Anhörungen ging.
Zu seinen Mitarbeitern sagte er angeblich einmal: „Wer sich nicht damit identifizieren kann, dass in Deutschland weniger Kindergärten gebaut werden, weil wir solche Geschäfte machen, der ist hier falsch.“
Öffentlich bekannt ist seine Beteiligung an folgenden Cum-Ex-Geschäften:

### M.M. Warburg & CO
Berger beriet die M.M.Warburg & CO, insbesondere die zwei Hauptgesellschafter Max M. Warburg Jr. und Christian Olearius persönlich zu den illegalen Cum-Ex-Geschäften. Laut einem im März 2021 veröffentlichten Bericht des Spiegel zahlte die Warburg-Bank für Beratungen zu Cum-Ex-Geschäften 17,5 Millionen Euro an Berger und einen damaligen Kanzleipartner. Das Geld wurde an die Sarasin-Bank überwiesen, die es an eine Offshore-Firma von Berger und einem damaligen Kanzleipartner auf den Britischen Jungferninseln weiterleitete.
Der Steuerschaden, d. h. die Summe der zu Unrecht an M.M. Warburg & CO erstatteten Steuern, beläuft sich je nach Bericht (abhängig vom Umfang der berücksichtigten Geschäfte) auf 169 Millionen Euro oder 280 Millionen Euro.

### Rajon (Raphael Roth)
Berger beriet zwischen 2006 und 2008 Rajon, eine Investmentgesellschaft des Immobilieninvestors Rafael Roth, maßgeblich bei Cum-Ex-Geschäften. Diese brachten Rajon Steueranrechnungen von 123,7 Mio. Euro, die vom Finanzamt Wiesbaden II später wieder zurückgenommen wurden. Die Hypovereinsbank (HVB), die die zugrundeliegenden Aktientransaktionen abwickelte und deswegen Haftungsschuldnerin für die Rückabwicklung der Steueranrechnungen war, verklagte daraufhin u. a. Rajon und Berger vor dem Landgericht Frankfurt auf den ihr entstandenen finanziellen Schaden. Das Gerichtsverfahren endete mit einem von dem Investor Clemens Vedder vermittelten Vergleich, bei dem die HVB den Großteil des Steuerschadens übernahm und Rajon sich verpflichtete, an die HVB rund 30 Mio. Euro zu bezahlen. Berger musste hingegen keinen Anteil am Schadensersatz übernehmen. Zuvor hatte das Landgericht Frankfurt darauf hingewiesen, dass es die Schadensersatzklage der HVB gegen Berger für aussichtslos hielt.

### Sheridan-Fonds
Berger soll maßgeblicher Berater und Initiator von Fonds des Luxemburger Fondshauses Sheridan gewesen sein, die von dem Schweizer Bankhaus Sarasin vertrieben wurden und in Cum-Ex-Geschäfte mit deutschen Blue Chip-Aktien investierten. Investoren dieser Fonds waren u. a. AWD-Gründer Carsten Maschmeyer sowie seine Frau Veronica Ferres, der Fußballtrainer Mirko Slomka, Fleischfabrikant Clemens Tönnies, Medienanwalt Matthias Prinz, Sportunternehmer Peter Schöffel und Drogerieunternehmer Erwin Müller. Bei diesen Fonds verweigerte jedoch der Fiskus eine Steuererstattung, so dass sie für die Investoren zum Verlustgeschäft wurden. Erwin Müller hat in der Folge die Bank J. Safra Sarasin erfolgreich auf Schadensersatz in Höhe von ca. 45 Mio. € verklagt.
Die anwaltliche und steuerliche Beratung durch das Gutachten von Bergers Kanzlei wurde laut Medienbericht mit einer gesonderten Vermögensschaden-Haftpflichtversicherung über 100 Mio. Euro bei der Allianz, HDI Gerling und der Versicherungsstelle Wiesbaden abgesichert. Die Prämie betrug 300.000 Euro. Einer der Investoren, der Sportunternehmer Peter Schöffel, gab an, die Versicherung habe sein Vertrauen in sein Fondsinvestment von rund 5 Mio. Euro erhöht. Nach dem Zusammenbruch des Sheridan-Fonds verweigerten jedoch die Versicherungen Schadensersatzzahlungen auf Basis der Versicherungspolice.

## Strafverfahren und Verurteilung
Gegen Berger wurde wegen seiner Beteiligung an Dividendenstripping-Transaktionen in drei Verfahren strafrechtlich ermittelt. Er wurde der mittäterschaftlichen schweren Steuerhinterziehung mit einem Schaden in dreistelliger Millionenhöhe sowie des gewerbsmäßigen Bandenbetrugs beschuldigt. Deswegen wurden 2012 und 2014 seine Kanzlei- und Privaträume in Deutschland und der Schweiz durchsucht. Zudem hörten Ermittler des nordrhein-westfälischen Landeskriminalamtes seine Telefonate mit Geschäftspartnern im Herbst 2014 ab. Anfang Oktober 2017 sollte gegen Berger und frühere Aktienhändler der Hypovereinsbank durch die Generalstaatsanwaltschaft Frankfurt am Main Anklage vor der Wirtschaftsstrafkammer des Landgerichts Wiesbaden erhoben werden. Damals erklärte Berger noch, sich selbstverständlich einem Verfahren stellen zu wollen, er sei schließlich ein „Mann des Rechts“.
Berger äußerte in einem Interview im September 2019, dass er sich nicht im Unrecht sehe. Verantwortlich sei die damalige Bundesregierung, die nicht alle Gesetzeslücken geschlossen habe. Das Vorgehen verzögerte sich immer wieder; es kam erst 2020 zur Anklage. Bergers Anwalt erklärte, sein Mandant könne aus gesundheitlichen Gründen nicht an der Verhandlung teilnehmen.
Im November 2020 erließ das Landgericht Wiesbaden einen Haftbefehl gegen Berger – acht Jahre, nachdem er sich in die Schweiz abgesetzt hatte. Er wurde bundesweit zur Fahndung ausgeschrieben. Nachdem Berger einer Vorladung des Landgerichts Bonn nicht gefolgt war, erließ dieses im Juni 2021 ebenfalls einen Haftbefehl. Am 7. Juli 2021 wurde Berger im Kanton Graubünden auf ein Auslieferungsgesuch aus Deutschland hin festgenommen. Eine Beschwerde gegen die Auslieferungshaft wurde am 5. August vom Bundesstrafgericht zurückgewiesen. Am 20. August verfügte das Schweizer Bundesamt für Justiz die Auslieferung von Berger. Die dagegen eingelegte Beschwerde Bergers wies das Bundesstrafgericht mit Entscheid vom 20. Dezember 2021 ab. Berger fochte diese Entscheidung vor dem Bundesgericht an. Am 22. Februar 2022 wurde bekannt, dass das Verfahren abgeschlossen sei und eine Auslieferung an die deutsche Justiz bewilligt wurde.
Am 4. April 2022 begann mit der Anklageverlesung in Anwesenheit von Berger die Hauptverhandlung des Strafverfahrens vor dem Landgericht Bonn; im August 2022 legte Berger ein Teilgeständnis ab. Am 13. Dezember wurde Berger dort wegen Steuerhinterziehung in 3 Fällen zu einer Gesamtfreiheitsstrafe von acht Jahren verurteilt. Eine Strafaussetzung zur Bewährung kam wegen der Strafhöhe nicht in Betracht. Das Gericht entschied gegenüber Berger auch auf Einziehung von ca. 13,6 Millionen Euro.
Am 2. Juni 2022 begann auch das Strafverfahren vor dem Landgericht Wiesbaden. Am 30. Mai 2023 wurde Berger dort wegen Steuerhinterziehung in drei Fällen zu einer Gesamtfreiheitsstrafe von acht Jahren und drei Monaten verurteilt und ihm gegenüber die Einziehung von etwas über einer Million Euro angeordnet.
Der von Jürgen-Peter Graf vertretene Berger legte gegen beide Urteile Revision beim Bundesgerichtshof (BGH) ein. Die Revision gegen das Urteil des Landgerichts Bonn wurde vom BGH im September 2023 verworfen. Dagegen legte Berger Verfassungsbeschwerde ein, die mit Beschluss der 1. Kammer des Zweiten Senats des Bundesverfassungsgerichts vom 14. Februar 2024 nicht zur Entscheidung angenommen wurde:: „Die Verfassungsbeschwerde ist bereits unzulässig, weil sie entgegen § 23 Abs. 1 Satz 2 Halbsatz 1, § 92, § 93 Abs. 1 BVerfGG innerhalb der Monatsfrist nicht hinreichend begründet worden ist.“ Somit ist das Urteil des Landgerichts Bonn rechtskräftig.
Mit Beschluss vom 29. Oktober 2024 verwarf der Bundesgerichtshof auch bis auf die Entscheidung zur Einziehung die Revision Bergers gegen das Urteil des Landgerichts Wiesbaden vom 30. Mai 2023, das somit soweit rechtskräftig ist. Hinsichtlich der Einziehung wird der BGH noch gesondert entscheiden. Aus den Gesamtfreiheitsstrafen der beiden Landgerichte wird vom Landgericht Wiesbaden eine gemeinsame Gesamtstrafe gebildet werden, die bis zu fünfzehn Jahre betragen könnte, tatsächlich aber voraussichtlich deutlich geringer ausfallen wird.
Berger ist seit Juli 2021 in Haft, zunächst in Auslieferungshaft in der Schweiz, dann in Untersuchungshaft in Deutschland.
Auch nach der Bestätigung der Schuldsprüche durch den BGH sieht er sich als zu Unrecht verfolgt und verurteilt; er meint, ein „Justizopfer“ zu sein und will „weiter kämpfen“. Aus dem Gefängnis attackiert er die Justiz und erhebt schwere Vorwürfe gegen Ex-Staatsanwältin Anne Brorhilker. Berger spricht auch von „Falschaussagen“, die sein Ex-Partner Steck vor Gericht gemacht habe. „Die Sache ist noch nicht zu Ende.“

## Verfilmung
In der Fernsehserie Die Affäre Cum-Ex ist die Figur des Bernd Hausner (gespielt durch Justus von Dohnányi) von Berger inspiriert.

## Familie
Berger ist verheiratet und hat eine Tochter. Er lebte nach seiner Flucht aus Deutschland im November 2012 mit seiner Frau in Zuoz in der Schweiz. Anlass der Flucht war eine Razzia in seiner Frankfurter Kanzlei.

## Werke
- Schadensverteilung bei Bankbetriebsstörungen – zugleich ein Versuch der Konkretisierung des Risikogedankens und des Haftungssystems in Fällen der Manifestation von Betriebs- bzw. Organisationsrisiken. Haag und Herchen, Frankfurt am Main 1980, ISBN 3-88129-336-1 (Dissertation).
- mit Kai-Uwe Steck und Dieter Lübbehüsen (Hrsg.): Investmentgesetz, Investmentsteuergesetz – Kommentar. Beck, München 2010, ISBN 978-3-406-58171-7.